# Marie-Cécile Reber
Marie-Cécile Reber (* 1962) ist eine Schweizer Komponistin und Klangkünstlerin in den Bereichen Deep Listening und Field Recording.

## Leben und Wirken
Marie-Cécile Reber begann nach Abschluss des Lehrerinnenseminars 1982 ein Musikstudium (Diplom SMPV 1991), danach folgte eine Weiterbildung in Aufnahme-Tontechnik. 1993–1997 absolvierte sie ein berufsbegleitendes Studium in Musikcomputer und Komposition im elektronischen Studio der Musikakademie Basel bei Thomas Kessler und Wolfgang Heiniger. Ab 1995 baute sie sich ein eigenes Musikstudio in Luzern auf. Ab 1993 erhielt sie zahlreiche Werkaufträge aus der ganzen Schweiz für experimentelle Videos, Theater- und Rauminstallationen sowie Schnitt und Tonbearbeitung für Stimme und Töne.
Seitdem hat Reber international Musikdarbietungen, Installationen und Konzerte produziert, unter anderem beim Musik-Festival WahnWitz, beim Festival Archipel Genf, beim Forum Neue Musik Luzern, im Lincoln-Parc-Konservatorium in Chicago, im Musikpodium des IGNM Basel, beim Internationalen Festival – Frauen in der Musik, Luzern, bei der Expo Murten, beim Festival Musica Scienca Rom und im Kunstinstitut Reina Sophia in Madrid. Sie arbeitete weiterhin in verschiedenen Duo- und Trio-Konstellationen, u. a. mit Ernst Thoma, Thomas K. J. Mejer, Beat Unternährer, Bobby Burri, Fredy Studer und Cristin Wildbolz (Collaborations, 2007), weiterhin mit Els van Riel, Daniel Studer, Hildegard Kleeb, Sebastian Strinning, Valeria Zangger, Urs Leimgruber und Patricia Bossard. 1999 wurde ihr Schaffen in einem Komponistenportrait auf DRS 2 («die Komponistin Marie-Cécile Reber») vorgestellt.
Reber arbeitet mit Feldaufnahmen und elektronischen Instrumenten, um ungewöhnliche und nicht wahrnehmbare Geräusche, meist aus der Natur (Insekten, Frösche, Ameisen oder Würmer), in bildhafte Klanglandschaften, Live-Auftritte und ortsspezifische Installationen zu verwandeln, inspiriert vom Atem, von tiefem Zuhören und den sich ständig verändernden Pulsationen des Lebens. Im Zentrum der Arbeitsweise Rebers steht die subtile Grenze zwischen konkretem Lärm und musikalischen Klängen, natürlichen und komponierten Rhythmen. Die Aufführung ihrer Kompositionen findet oft in einer natürlichen Umgebung statt, wodurch eine subtile und oft unmerkliche Mischung aus Umgebungs- und komponierten Klängen entsteht.
2007 nahm Reber an der Reihe Luzern – Chicago mit dem Beitrag «Wenn ich an Chicago denke, dann denke ich an…» teil. Mit ihrer Projektgruppe Exploring a disappearing Swiss language im Rahmen der Organisation theWitness.earth sammelte sie zur Dokumentation der Rätoromanischen Sprachen Ton-, Video- und tagebuchartige Texte zur alpinen Umwelt und Landwirtschaft. Des Weiteren betätigte sie sich in transienten Kunstprojekten in freistehenden Objekten der Allgemeinen Baugenossenschaft Luzern.
2020 erhielt Reber ein Stipendium der Kulturförderung des Kantons Luzern; in der Begründung hiess es:
In ihren Kompositionen arbeitet Reber «mit sehr subtilen, reduzierten kompositorischen Mitteln, schafft es aber, der minimalistischen Technik eine neue Dimension abzugewinnen und in der Reduktion die Expressivität neu zu entdecken. Die subtile Grenze zwischen konkreten und musikalischen Klängen wird sehr gekonnt thematisiert. Es gelingt der Komponistin, mit einfachen kompositorischen Mitteln eine differenzierte Rhythmik und Klangwelt zu erzeugen.»
Von 1997 bis 2001 war Reber Vorstandsmitglied des FrauenMusikForums Schweiz, verantwortlich für neue Medien.

## Preise und Auszeichnungen
- 2001: Förderbeitrag des Schweizerischen Tonkünstlervereins
- 2007: Atelier-Aufenthalt in Chicago. Arbeiten mit dem Experimental-Studio ESS (Chicago) bei Lou Mallozzi
- 2008: 1. Preis für Video-Musik-Installation bei den Stanser Musiktagen (Video: Steven W. Tod, Musik: Marie-Cécile Reber)
- 2008–2011: Residenz an der Zürcher Hochschule der Künste (Institute for Computer Music and Sound Technology ICST). Auseinandersetzung mit Interaktivität und Sensorik
- 2018: Landis & Gyr Stiftung, Switzerland[1]
- 2020: Werk- und Recherchebeitrag Deep Listening, Albert Koechling Stiftung Luzern

## Werke (Auswahl)
- Elektroakustische Werke:
  - S1
  - Insect
  - Flowers
  - Angel

## Diskographische Hinweise
- Marie-Cécile Reber: Kompositionen & Sampling 1994–2001. earup, 2001.
- Beat Unternährer (feat. Marie Cécile Reber, Hans-Peter Pfammatter, Paul Giallorenzo): 2 BE AT 1. 2010.[6]
- Daniel Glaus, Junghae Lee, Daniel Zea, Marie-Cécile Reber, Bertrand Denzler: Schatten der Orgel. Schweizerischer Tonkünstlerverein, 2012.
- Marie-Cécile Reber und Emmanuelle Waeckerle: a direction out there, readwalking (with) thoreau. readwalking remotely. Edition Wandelweiser, 2020.